# Stylianos Venetidis
Stylianos “Stelios” Venetidis (řecky Στέλιος Βενετίδης; * 19. listopadu 1976, Orestiada) je bývalý řecký fotbalista. Nastupoval většinou na postu obránce.
S řeckou reprezentací vyhrál mistrovství Evropy roku 2004. V národním mužstvu hrál v letech 1999–2004 a odehrál 42 zápasů.
S Olympiakosem Pireus se stal čtyřikrát mistrem Řecka (2002, 2003, 2005, 2006), čtyřikrát získal i řecký fotbalový pohár, jednou s PAOK (1998), dvakrát s Olympiakosem (2005, 2006) a jednou s Larissou (2007).